# 天草陶磁器
天草陶磁器（あまくさとうじき）は、熊本県天草地方で焼かれる陶磁器類の総称である。国の伝統的工芸品に指定された際、新たに名付けられた呼び名である。内田皿山焼（うちださらやま）、高浜焼、水の平焼（みずのだいら－）、丸尾焼の四つが主な産地である。純度の高い良質な天草陶石を使った透明感のある磁器や、釉薬の二重掛けの技法を用いた海鼠釉・黒釉の個性的な陶器が特徴である。

## 産地の紹介
1676年（延宝4）頃から内田皿山で磁器が焼かれ、1762年（宝暦12年）頃には高浜村でも磁器が焼かれた。陶器は、1765年（明和2年）に水の平焼が開窯し、1845年（弘化2年）には丸尾焼が開窯した。
内田皿山焼
九州最古の磁器産地で、17世紀まで遡るといわれる。周辺には窯跡が多く、無数の陶器片が出土。その後は廃絶するが、昭和45年に復興。昭和56年には熊本県の伝統工芸品となった。青磁や白磁、染付などを焼く。
高浜焼
1762年の開窯で、地元高浜の庄屋、上田伝右衛門が肥前国から陶工を招いて、磁器を焼かせたのが始まり。質が良かったため、長崎奉行に目を留められ、オランダ向けの輸出品を中心に焼いた。その頃の代表作が絢爛な染錦手である。明治中期に廃窯、昭和27年に陶石販売を行っていた上田陶石合資会社が復興に漕ぎ着けた。白い器肌に呉須で彩られた意匠が特徴。キリシタン文化を意識したハイカラなデザインで知られる。
丸尾焼
江戸末期の開窯。生活にとけ込んだ民芸品を焼いた。今日では形に囚われない様々な陶器を焼いている。
水の平焼
明和2年の開窯。青黒い器肌が特色の海鼠釉を用いる陶器産地で、その元祖ともいわれる古窯。赤海鼠は代表的な釉薬である。